# Микитенко, Иван Кондратьевич
Иван Кондратьевич Микитенко (25 августа [6 сентября] 1897, Ровное, Херсонская губерния — 4 октября 1937) — украинский советский писатель и драматург.

## Биография
Иван Микитенко родился 25 августа (6 сентября) 1897 года в крестьянской семье в селе Ровное Херсонской губернии.
Участвовал в Первой мировой войне. В 1927 году окончил медицинский институт в Харькове. В 1933 году жил в Ладане в доме на улице Мира.
В 1922 году начал литературную деятельность. Автор повестей «Братья» (1927), «Детство Гавриила Кириченко» (1928), «Уркаганы» (1928), поэмы «Огни» (1927), романа «Утро» (1933).
Наиболее полно талант Ивана Кондратьевича раскрылся в драматургии, он автор пьес «Диктатура» (1929), «Светите нам, звёзды!» (1930), «Дело чести» (1931), «Девушки нашей страны» (1933), «Соло на флейте» (1933—1936), «Дни юности» (1936), «Когда всходило солнце» (1937 опубликована в 1962 году). Пьесы Ивана Микитенко ставились на сценах многих театров СССР, переводились на другие языки. Входил во Всеукраинскую редакцию «Истории фабрик и заводов».
В октябре 1937 г. объявлен «врагом народа», арестован, а через две недели неожиданно обнаружен мёртвым с пулевым ранением, было объявлено о «самоубийстве» писателя. Несмотря на отсутствие судебного приговора, его книги находились в «спецхране» вплоть до середины 1950-х гг., когда началось возвращение его имени в украинскую литературу.
Выпущены художественные маркированные конверты, посвящённые Ивану Микитенко: в СССР в 1987 году и на Украине в 1997 году.

## Экранизация произведений
1. 1957 — Конец Чирвы-Козыря

## Память
В Киеве именем Ивана Микитенко названа одна из улиц жилого массива Воскресенка